# Team Lazarus
Team Lazarus é uma equipe italiana de automobilismo. Sua sede localiza-se em Pádua.

## História

### Euroseries 3000 e Auto GP
Fundada por Tancredi Pagiaro em 2009, a Lazarus estrearia em competições no mesmo ano, ao disputar a Euroseries 3000 (atual Auto GP), tendo como pilotos o romeno Michael Herck e o brasileiro Diego Nunes, inicialmente na rodada dupla de Portimão. Após esta, Herck foi substituído pelo italiano Michael Dalle Stelle, e o time encerraria a temporada em sétimo lugar, com 12 pontos.
Em 2010, com o também italiano Fabio Onidi, a Lazarus fecharia o campeonato (agora rebatizado de Auto GP) em sexto, com 24 pontos (quatro terceiros lugares como melhor resultado). No ano seguinte, a equipe mantém Onidi e contrata seu compatriota Fabrizio Crestani; ambos fizeram uma boa temporada, com a primeira vitória da equipe na sprint race de Mônaco, ajudando-a a garantir a terceira posição, com 190 pontos (empatada com a Campos Racing, que ficou com o vice-campeonato de construtores por ter uma vitória a mais que a Lazarus).

## GP2
Em 2012, Pagiaro uniu-se a investidores venezuelanos e comprou o espólio da tradicional Super Nova Racing, que não conseguira o orçamento necessário para disputar a temporada da GP2 do mesmo ano. Firmou uma parceria com o governo da Venezuela e mudou seu nome para Venezuela GP Lazarus, contratando Fabrizio Crestani (sexto colocado na Euroseries 3000 de 2011) e Giancarlo Serenelli, único piloto com mais de trinta anos de idade que disputou o campeonato. A dupla não conseguiu disputar a temporada completa, tendo Crestani marcado apenas um ponto, e Serenelli, não marcando nenhum. O espanhol Sergio Canamasas e o austríaco René Binder disputaram as últimas provas da temporada e também não pontuaram. No campeonato de construtores, a Lazarus ficou em penúltimo lugar, com apenas um ponto - a Scuderia Coloni perdeu todos os pontos marcados após anunciar que deixaria a GP2 ao final da temporada.
Para a temporada de 2013, a Lazarus contratou o italiano Kevin Giovesi e manteve René Binder. Durante o campeonato, repatriou Fabrizio Crestani e trouxe outro italiano, Vittorio Ghirelli, para o restante da temporada. Nenhum deles, no entanto, obteve resultados expressivos a bordo do carro #25 - Ghirelli marcou um ponto na feature race de Monza.
A parceria entre a equipe e o governo venezuelano foi mantida para 2014, tendo como pilotos Nathanaël Berthon, Conor Daly e Sergio Campana. Dos 19 pontos marcados pela Lazarus na temporada, 17 foram do francês. Em 2015, retomou o nome original para as 3 primeiras etapas e, a partir da rodada dupla do Red Bull Ring, passou a se chamar Daiko Team Lazarus até o final do campeonato. Na sprint race de Sakhir, Berthon conquistou o único pódio da Lazarus ao terminar em terceiro lugar.

## Pilotos

### Auto GP
- Michael Herck (2009)
- Diego Nunes (2009)
- Michael Dalle Stelle (2009)
- Fabio Onidi (2010–2011)
- Fabrizio Crestani (2011)

### GP2 Series
- Fabrizio Crestani (2012–2013)
- Giancarlo Serenelli (2012)
- Sergio Canamasas (2012, 2015)
- René Binder (2012–2013)
- Kevin Giovesi (2013)
- Vittorio Ghirelli (2013)
- Nathanaël Berthon (2014–2015)
- Sergio Campana (2014)
- Conor Daly (2014)
- Zoël Amberg (2015)
- Patric Niederhauser (2015)